# Världsmästerskapet i innebandy för herrar 2022
Världsmästerskapet i innebandy för herrar 2022 spelades i Zürich och Winterthur i Schweiz mellan den 5 och 13 november 2022. Det var den 14:e upplagan av världsmästerskapet i innebandy för herrar.
Sverige tog sitt andra raka VM-guld efter att ha besegrat Tjeckien i finalen. Finland tog brons efter att ha besegrat värdnationen Schweiz i bronsmatchen. Det var också första gången sedan 2004 det inte spelades en VM-final, på herrsidan, mellan Sverige och Finland.

## Gruppspel

### Grupp A
| Nr | Lag       | S | V | O | F | GM | IM | MS  | P |
| -- | --------- | - | - | - | - | -- | -- | --- | - |
| 1  | Schweiz   | 3 | 2 | 1 | 0 | 20 | 12 | +8  | 5 |
| 2  | Finland   | 3 | 2 | 0 | 1 | 20 | 10 | +10 | 4 |
| 3  | Slovakien | 3 | 1 | 0 | 2 | 11 | 23 | −12 | 2 |
| 4  | Norge     | 3 | 0 | 1 | 2 | 12 | 18 | −6  | 1 |

|       | 5 november 2022 | Finland | 8 – 1                   | Slovakien            | AXA Arena                                                               |                                                                         |
| 15:00 | 15:00           | Eemeli Salin 02:03′ Nico Salo 10:59′ Eetu Sikkinen 12:28′, 44:39′ Miko Kailiala 14:33′ Justus Kainulainen 19:40′ Sami Johansson 40:20′ Oskari Heikkilä 59:34′ | (5–1, 0–0, 3–0) Rapport | 09:10′ Lukáš Ujhelyi | Winterthur · Publik: 1 343 · Domare: · Håkan Söderman · Glenn Boström · | Winterthur · Publik: 1 343 · Domare: · Håkan Söderman · Glenn Boström · |
| 15:00 | 15:00           | |                         |                      | Winterthur · Publik: 1 343 · Domare: · Håkan Söderman · Glenn Boström · | Winterthur · Publik: 1 343 · Domare: · Håkan Söderman · Glenn Boström · |
| 15:00 | 15:00           | |                         |                      | Winterthur · Publik: 1 343 · Domare: · Håkan Söderman · Glenn Boström · | Winterthur · Publik: 1 343 · Domare: · Håkan Söderman · Glenn Boström · |

|       | 5 november 2022 | Schweiz                                                                  | 4 – 4                   | Norge                                                                          | Swiss Life Arena                                                     |                                                                      |
| 17:00 | 17:00           | Michael Schiess 15:06′ Claudio Laely 16:46′, 51:58′ Manuel Maurer 31:37′ | (2–0, 1–3, 1–1) Rapport | 28:29′ Joachim Terjesen 38:47′, 39:13′ Ketil Kronberg 53:18′ Ole Mossin Olesen | Zürich · Publik: 8 742 · Domare: · Jakub Furmanek · Vlastimil Šolc · | Zürich · Publik: 8 742 · Domare: · Jakub Furmanek · Vlastimil Šolc · |
| 17:00 | 17:00           |                                                                          |                         |                                                                                | Zürich · Publik: 8 742 · Domare: · Jakub Furmanek · Vlastimil Šolc · | Zürich · Publik: 8 742 · Domare: · Jakub Furmanek · Vlastimil Šolc · |
| 17:00 | 17:00           |                                                                          |                         |                                                                                | Zürich · Publik: 8 742 · Domare: · Jakub Furmanek · Vlastimil Šolc · | Zürich · Publik: 8 742 · Domare: · Jakub Furmanek · Vlastimil Šolc · |

|       | 6 november 2022 | Finland | 5 – 7                   | Schweiz | Swiss Life Arena                                                             |                                                                              |
| 14:00 | 14:00           | Mikko Leikkanen 14:31′ Ville Lastikka 16:57′ 31:01′ (sjm.) Sami Johansson 53:43′ Justus Kainulainen 55:33′ | (2–3, 1–2, 2–2) Rapport | 02:32′ Tobias Heller 08:57′, 49:53′ Manuel Maurer 10:55′ Patrick Mendelin 23:12′ Noël Seiler 33:41′ Jan Zaugg 53:37′ Michael Schiess | Zürich · Publik: 10 359 · Domare: · Maris Kumerdanks · Kaspars Kristapsons · | Zürich · Publik: 10 359 · Domare: · Maris Kumerdanks · Kaspars Kristapsons · |
| 14:00 | 14:00           | |                         | | Zürich · Publik: 10 359 · Domare: · Maris Kumerdanks · Kaspars Kristapsons · | Zürich · Publik: 10 359 · Domare: · Maris Kumerdanks · Kaspars Kristapsons · |
| 14:00 | 14:00           | |                         | | Zürich · Publik: 10 359 · Domare: · Maris Kumerdanks · Kaspars Kristapsons · | Zürich · Publik: 10 359 · Domare: · Maris Kumerdanks · Kaspars Kristapsons · |

|       | 6 november 2022 | Slovakien | 7 – 6                   | Norge | Swiss Life Arena                                                        |                                                                         |
| 17:00 | 17:00           | Ladislav Gál 15:15′, 30:55′ Ronald Gašparík 19:55′ Michal Dudovič 22:42′, 33:59′, 53:06′ Lukáš Ujhelyi 39:51′ | (2–3, 4–0, 1–3) Rapport | 04:19′ Fredrik Frafjord 08:00′ Joachim Terjesen 12:50′, 59:41′ Markus Lindgjerdet 51:51′ Daniel Gidske 57:39′ Patrick Hjemgard | Zürich · Publik: 6 672 · Domare: · Sandra Zurbuchen · Corina Wehinger · | Zürich · Publik: 6 672 · Domare: · Sandra Zurbuchen · Corina Wehinger · |
| 17:00 | 17:00           | |                         | | Zürich · Publik: 6 672 · Domare: · Sandra Zurbuchen · Corina Wehinger · | Zürich · Publik: 6 672 · Domare: · Sandra Zurbuchen · Corina Wehinger · |
| 17:00 | 17:00           | |                         | | Zürich · Publik: 6 672 · Domare: · Sandra Zurbuchen · Corina Wehinger · | Zürich · Publik: 6 672 · Domare: · Sandra Zurbuchen · Corina Wehinger · |

|       | 8 november 2022 | Norge                                          | 2 – 7                   | Finland | Swiss Life Arena                                                      |                                                                       |
| 18:00 | 18:00           | Marius Pedersen 13:37′ Patrick Hjemgard 27:33′ | (1–0, 1–5, 0–2) Rapport | 22:18′, 26:48′ Justus Kainulainen 26:35′ Oskari Heikkilä 28:30′ Eetu Sikkinen 38:56′, 52:46′ Sami Johansson 59:47′ Joona Rantala | Zürich · Publik: 753 · Domare: · Sandra Zurbuchen · Corina Wehinger · | Zürich · Publik: 753 · Domare: · Sandra Zurbuchen · Corina Wehinger · |
| 18:00 | 18:00           |                                                |                         | | Zürich · Publik: 753 · Domare: · Sandra Zurbuchen · Corina Wehinger · | Zürich · Publik: 753 · Domare: · Sandra Zurbuchen · Corina Wehinger · |
| 18:00 | 18:00           |                                                |                         | | Zürich · Publik: 753 · Domare: · Sandra Zurbuchen · Corina Wehinger · | Zürich · Publik: 753 · Domare: · Sandra Zurbuchen · Corina Wehinger · |

|       | 8 november 2022 | Slovakien                                                     | 3 – 9                   | Schweiz | AXA Arena                                                             |                                                                       |
| 20:00 | 20:00           | Michal Pažák 16:53′ Peter Nehila 19:32′ Michal Dudovič 43:02′ | (2–4, 0–2, 1–3) Rapport | 04:38′ Tim Braillard 06:59′ Jan Zaugg 07:37′ Tobias Heller 13:30′ Michael Schiess 28:53′, 30:22′ Claudio Laely 46:53′ Patrick Mendelin 57:13′ Jan Bürki 57:21′ Joel Rüegger | Winterthur · Publik: 2 000 · Domare: · Janne Sjögren · Thomas Ellis · | Winterthur · Publik: 2 000 · Domare: · Janne Sjögren · Thomas Ellis · |
| 20:00 | 20:00           |                                                               |                         | | Winterthur · Publik: 2 000 · Domare: · Janne Sjögren · Thomas Ellis · | Winterthur · Publik: 2 000 · Domare: · Janne Sjögren · Thomas Ellis · |
| 20:00 | 20:00           |                                                               |                         | | Winterthur · Publik: 2 000 · Domare: · Janne Sjögren · Thomas Ellis · | Winterthur · Publik: 2 000 · Domare: · Janne Sjögren · Thomas Ellis · |

### Grupp B
| Nr | Lag      | S | V | O | F | GM | IM | MS  | P |
| -- | -------- | - | - | - | - | -- | -- | --- | - |
| 1  | Sverige  | 3 | 2 | 1 | 0 | 33 | 9  | +24 | 5 |
| 2  | Tjeckien | 3 | 2 | 1 | 0 | 17 | 12 | +5  | 5 |
| 3  | Tyskland | 3 | 1 | 0 | 2 | 16 | 31 | −15 | 2 |
| 4  | Lettland | 3 | 0 | 0 | 3 | 9  | 23 | −14 | 0 |

|       | 5 november 2022 | Tyskland                                                 | 4 – 19                  | Sverige | AXA Arena                                                             |                                                                       |
| 12:00 | 12:00           | Julian Nihlén 20:46′ Michel Wöcke 26:54′, 31:09′, 47:05′ | (0–5, 3–6, 1–8) Rapport | 03:16′, 22:26′, 59:59′ Albin Sjögren 07:35′ Tobias Gustafsson 16:16′, 18:00′, 41:11′ Alexander Galante Carlström 16:56′ Linus Holmgren 25:25′, 34:39′, 37:51′ Kim Nilsson 36:46′ Jesper Sankell 37:17′, 55:58′ Kevin Haglund 43:57′ Rasmus Enström 48:27′ Casper Backby 53:13′ Malte Lundmark 53:28′ Linus Nordgren 59:46′ Linus Malmström | Winterthur · Publik: 1 189 · Domare: · Janne Sjögren · Thomas Ellis · | Winterthur · Publik: 1 189 · Domare: · Janne Sjögren · Thomas Ellis · |
| 12:00 | 12:00           |                                                          |                         | | Winterthur · Publik: 1 189 · Domare: · Janne Sjögren · Thomas Ellis · | Winterthur · Publik: 1 189 · Domare: · Janne Sjögren · Thomas Ellis · |
| 12:00 | 12:00           |                                                          |                         | | Winterthur · Publik: 1 189 · Domare: · Janne Sjögren · Thomas Ellis · | Winterthur · Publik: 1 189 · Domare: · Janne Sjögren · Thomas Ellis · |

|       | 5 november 2022 | Tjeckien                                                                                       | 6 – 3                   | Lettland                                                         | Swiss Life Arena                                                        |                                                                         |
| 13:30 | 13:30           | Marek Beneš 00:53′, 36:54′ Matěj Havlas 11:39′, 16:56′ Josef Rypar 41:33′ Mikuláš Krbec 58:12′ | (3–0, 1–2, 2–1) Rapport | 29:08′ Klāvs Jansons 34:41′ Peteris Trekse 40:54′ Morics Krūmiņš | Zürich · Publik: 6 975 · Domare: · Thomas Andersson · Rickard Wissman · | Zürich · Publik: 6 975 · Domare: · Thomas Andersson · Rickard Wissman · |
| 13:30 | 13:30           |                                                                                                |                         |                                                                  | Zürich · Publik: 6 975 · Domare: · Thomas Andersson · Rickard Wissman · | Zürich · Publik: 6 975 · Domare: · Thomas Andersson · Rickard Wissman · |
| 13:30 | 13:30           |                                                                                                |                         |                                                                  | Zürich · Publik: 6 975 · Domare: · Thomas Andersson · Rickard Wissman · | Zürich · Publik: 6 975 · Domare: · Thomas Andersson · Rickard Wissman · |

|       | 6 november 2022 | Sverige | 11 – 2                  | Lettland                                      | AXA Arena                                                              |                                                                        |
| 12:00 | 12:00           | Malte Lundmark 07:11′, 33:07′ Kevin Haglund 18:15′, 29:51′ Jesper Sankell 18:35′, 39:00′ Tobias Gustafsson 23:45′ Alexander Galante Carlström 38:47′ Albin Sjögren 46:15′ Kim Nilsson 49:30′ Linus Nordgren 56:07′ | (3–0, 5–1, 3–1) Rapport | 35:22′ Andris Rajeckis 41:02′ Janis Ragovskis | Winterthur · Publik: 985 · Domare: · Jakub Furmanek · Vlastimil Šolc · | Winterthur · Publik: 985 · Domare: · Jakub Furmanek · Vlastimil Šolc · |
| 12:00 | 12:00           | |                         |                                               | Winterthur · Publik: 985 · Domare: · Jakub Furmanek · Vlastimil Šolc · | Winterthur · Publik: 985 · Domare: · Jakub Furmanek · Vlastimil Šolc · |
| 12:00 | 12:00           | |                         |                                               | Winterthur · Publik: 985 · Domare: · Jakub Furmanek · Vlastimil Šolc · | Winterthur · Publik: 985 · Domare: · Jakub Furmanek · Vlastimil Šolc · |

|       | 6 november 2022 | Tyskland                                                                                         | 6 – 8                   | Tjeckien | AXA Arena                                                               |                                                                         |
| 15:00 | 15:00           | Julian Nihlén 31:19′, 59:28′ Jakob Heins 45:12′, 49:11′ Svenson Hoppe 54:05′ Michel Wöcke 55:33′ | (0–2, 1–6, 5–0) Rapport | 02:54′ Martin Kisugite 12:43′, 32:30′ Josef Rypar 20:57′ Adam Delong 27:06′ Jiří Besta 31:04′ Mikuláš Krbec 32:03′ Jonáš Kreysa 38:54′ Filip Langer | Winterthur · Publik: 1 158 · Domare: · Håkan Söderman · Glenn Boström · | Winterthur · Publik: 1 158 · Domare: · Håkan Söderman · Glenn Boström · |
| 15:00 | 15:00           |                                                                                                  |                         | | Winterthur · Publik: 1 158 · Domare: · Håkan Söderman · Glenn Boström · | Winterthur · Publik: 1 158 · Domare: · Håkan Söderman · Glenn Boström · |
| 15:00 | 15:00           |                                                                                                  |                         | | Winterthur · Publik: 1 158 · Domare: · Håkan Söderman · Glenn Boström · | Winterthur · Publik: 1 158 · Domare: · Håkan Söderman · Glenn Boström · |

|       | 7 november 2022 | Sverige                                                          | 3 – 3                   | Tjeckien                                                    | AXA Arena                                                                   |                                                                             |
| 18:00 | 18:00           | Alexander Galante Carlstrom 14:57′, 55:48′ Linus Nordgren 25:43′ | (1–0, 1–2, 1–1) Rapport | 30:13′ Martin Tokoš 32:56′ Jiří Besta 47:01′ Ondřej Němeček | Winterthur · Publik: 1 094 · Domare: · Sandra Zurbuchen · Corina Wehinger · | Winterthur · Publik: 1 094 · Domare: · Sandra Zurbuchen · Corina Wehinger · |
| 18:00 | 18:00           |                                                                  |                         |                                                             | Winterthur · Publik: 1 094 · Domare: · Sandra Zurbuchen · Corina Wehinger · | Winterthur · Publik: 1 094 · Domare: · Sandra Zurbuchen · Corina Wehinger · |
| 18:00 | 18:00           |                                                                  |                         |                                                             | Winterthur · Publik: 1 094 · Domare: · Sandra Zurbuchen · Corina Wehinger · | Winterthur · Publik: 1 094 · Domare: · Sandra Zurbuchen · Corina Wehinger · |

|       | 7 november 2022 | Lettland                                                                                 | 4 – 6                   | Tyskland | Swiss Life Arena                                                      |                                                                       |
| 19:00 | 19:00           | Artis Raitums 13:05′ Klāvs Jansons 25:50′ Peteris Trekse 45:46′ Artūrs Jurševskis 58:30′ | (1–2, 1–2, 2–2) Rapport | 14:57′ Tino von Pritzbuer 18:50′ Svenson Hoppe 22:29′ Mark-Oliver Bothe 23:41′, 54:34′, 57:29′ Michel Wöcke | Zürich · Publik: 503 · Domare: · Thomas Andersson · Rickard Wissman · | Zürich · Publik: 503 · Domare: · Thomas Andersson · Rickard Wissman · |
| 19:00 | 19:00           |                                                                                          |                         | | Zürich · Publik: 503 · Domare: · Thomas Andersson · Rickard Wissman · | Zürich · Publik: 503 · Domare: · Thomas Andersson · Rickard Wissman · |
| 19:00 | 19:00           |                                                                                          |                         | | Zürich · Publik: 503 · Domare: · Thomas Andersson · Rickard Wissman · | Zürich · Publik: 503 · Domare: · Thomas Andersson · Rickard Wissman · |

### Grupp C
| Nr | Lag       | S | V | O | F | GM | IM | MS  | P |
| -- | --------- | - | - | - | - | -- | -- | --- | - |
| 1  | Estland   | 3 | 3 | 0 | 0 | 41 | 13 | +28 | 6 |
| 2  | Kanada    | 3 | 2 | 0 | 1 | 22 | 21 | +1  | 4 |
| 3  | Thailand  | 3 | 1 | 0 | 2 | 19 | 32 | −13 | 2 |
| 4  | Singapore | 3 | 0 | 0 | 3 | 15 | 31 | −16 | 0 |

|       | 5 november 2022 | Singapore                                                                          | 4 – 12                  | Estland | AXA Arena                                                                 |                                                                           |
| 18:00 | 18:00           | Siraaj Ramadhan 21:56′ Juin Jie Ng 31:48′ Chee Yong Lee 34:06′ Zong Wei Tng 45:35′ | (0–3, 3–4, 1–5) Rapport | 11:36′, 58:04′ Patrik Kareliusson 14:10′, 51:07′ Mathias Einamann 19:53′, 46:42′ Tanel Kasenurm 20:56′ Adam Widercrantz 29:04′ Lauri-Robert Indus 33:19′, 59:20′ Stenver Savi 38:54′, 42:00′ Ken Pähn | Winterthur · Publik: 645 · Domare: · Sandra Zurbuchen · Corina Wehinger · | Winterthur · Publik: 645 · Domare: · Sandra Zurbuchen · Corina Wehinger · |
| 18:00 | 18:00           |                                                                                    |                         | | Winterthur · Publik: 645 · Domare: · Sandra Zurbuchen · Corina Wehinger · | Winterthur · Publik: 645 · Domare: · Sandra Zurbuchen · Corina Wehinger · |
| 18:00 | 18:00           |                                                                                    |                         | | Winterthur · Publik: 645 · Domare: · Sandra Zurbuchen · Corina Wehinger · | Winterthur · Publik: 645 · Domare: · Sandra Zurbuchen · Corina Wehinger · |

|       | 5 november 2022 | Thailand                                                                         | 4 – 9                   | Kanada | Swiss Life Arena                                                    |                                                                     |
| 20:00 | 20:00           | Pawat Thaidit 13:29′ Simon Johansson 18:07′, 22:46′ Surapong Sangmongkhol 39:21′ | (2–2, 2–4, 0–3) Rapport | 09:47′ Lauri Berg 13:59′, 21:57′ Valtteri Viitakoski 26:49′, 35:07′, 55:45′ Tristan Walsh 27:42′ Brandon Barber 44:41′, 59:28′ Cameron Buck | Zürich · Publik: 2 129 · Domare: · Sharil Ismail · Oswind Rosayro · | Zürich · Publik: 2 129 · Domare: · Sharil Ismail · Oswind Rosayro · |
| 20:00 | 20:00           |                                                                                  |                         | | Zürich · Publik: 2 129 · Domare: · Sharil Ismail · Oswind Rosayro · | Zürich · Publik: 2 129 · Domare: · Sharil Ismail · Oswind Rosayro · |
| 20:00 | 20:00           |                                                                                  |                         | | Zürich · Publik: 2 129 · Domare: · Sharil Ismail · Oswind Rosayro · | Zürich · Publik: 2 129 · Domare: · Sharil Ismail · Oswind Rosayro · |

|       | 7 november 2022 | Singapore                                                                                                   | 7 – 11                  | Thailand | AXA Arena                                                                |                                                                          |
| 10:00 | 10:00           | Kumaresa Pasupathy 04:18′ Suria R 32:28′, 35:56′, 58:02′ Siraaj Ramadhan 46:01′, 49:11′ Zong Wei Tng 58:15′ | (1–2, 2–6, 4–3) Rapport | 05:33′, 59:04′ Simon Johansson 09:35′, 36:38′ Alexander Rinefalk 10:10′, 20:39′, 46:31′ Pawat Thaidit 21:48′, 35:16′ Veerasak Pimpa 30:05′ Liam Kerdsawangwong 33:03′ Santipong Sukkasem 57:38′, 59:52′ Surapong Sangmongkhol | Winterthur · Publik: 1 659 · Domare: · Jakub Furmanek · Vlastimil Šolc · | Winterthur · Publik: 1 659 · Domare: · Jakub Furmanek · Vlastimil Šolc · |
| 10:00 | 10:00           | |                         | | Winterthur · Publik: 1 659 · Domare: · Jakub Furmanek · Vlastimil Šolc · | Winterthur · Publik: 1 659 · Domare: · Jakub Furmanek · Vlastimil Šolc · |
| 10:00 | 10:00           | |                         | | Winterthur · Publik: 1 659 · Domare: · Jakub Furmanek · Vlastimil Šolc · | Winterthur · Publik: 1 659 · Domare: · Jakub Furmanek · Vlastimil Šolc · |

|       | 7 november 2022 | Estland | 13 – 5                  | Kanada                                                                                             | AXA Arena                                                                       |                                                                                 |
| 18:00 | 18:00           | Mathias Einamann 01:31′ Patrik Kareliusson 04:32′, 24:25′ Oliver Savi 05:45′ Tanel Kasenurm 09:27′, 12:15′ Alexander Dahlberg 26:12′ Kermo Uue 29:59′, 56:40′ Kaspar Kallion 43:02′, 48:15′, 53:18′ Lauri-Robert Indus 48:54′ | (5–2, 3–1, 5–2) Rapport | 00:29′ Cameron Buck 00:56′, 35:45′ Valteri Viitakoski 40:37′ Brandon Barber 45:31′ Cedric Grenapin | Winterthur · Publik: 1 677 · Domare: · Māris Kumerdanks · Kaspars Kristapsons · | Winterthur · Publik: 1 677 · Domare: · Māris Kumerdanks · Kaspars Kristapsons · |
| 18:00 | 18:00           | |                         | | Winterthur · Publik: 1 677 · Domare: · Māris Kumerdanks · Kaspars Kristapsons · | Winterthur · Publik: 1 677 · Domare: · Māris Kumerdanks · Kaspars Kristapsons · |
| 18:00 | 18:00           | |                         | | Winterthur · Publik: 1 677 · Domare: · Māris Kumerdanks · Kaspars Kristapsons · | Winterthur · Publik: 1 677 · Domare: · Māris Kumerdanks · Kaspars Kristapsons · |

|       | 8 november 2022 | Estland | 16 – 4                  | Thailand                                                                         | Swiss Life Arena                                                        |                                                                         |
| 10:00 | 10:00           | Kaspar Kallion 05:22′, 12:06′ Rasmus Randoja 08:51′, 57:58′ Tanel Kasenurm 10:25′ Patrik Kareliusson 18:57′, 28:12′ Adam Widercrantz 22:42′ Patrik Markus 25:16′ Roman Pass 36:43′ Kermo Uue 31:15′, 48:48′, 52:08′ Alexander Dahlberg 52:51′ Oliver Savi 54:55′ Rasmus Bolander 59:20′ | (5–2, 5–2, 6–0) Rapport | 00:38′ Simon Johansson 04:27′ Jeerayut Yaemyim 21:29′, 27:14′ Santipong Sukkasem | Zürich · Publik: 4 477 · Domare: · Thomas Andersson · Rickard Wissman · | Zürich · Publik: 4 477 · Domare: · Thomas Andersson · Rickard Wissman · |
| 10:00 | 10:00           | |                         |                                                                                  | Zürich · Publik: 4 477 · Domare: · Thomas Andersson · Rickard Wissman · | Zürich · Publik: 4 477 · Domare: · Thomas Andersson · Rickard Wissman · |
| 10:00 | 10:00           | |                         |                                                                                  | Zürich · Publik: 4 477 · Domare: · Thomas Andersson · Rickard Wissman · | Zürich · Publik: 4 477 · Domare: · Thomas Andersson · Rickard Wissman · |

|       | 8 november 2022 | Kanada | 8 – 4                   | Singapore                                                                                | Swiss Life Arena                                                    |                                                                     |
| 13:00 | 13:00           | Steven Friedli 01:33′ Cedric Grenapin 05:11′ Brandon Barber 27:47′ Valtteri Viitakoski 31:02′, 35:58′, 55:40′ Cameron Buck 44:41′ Jonathan Kuysten 55:40′ | (2–0, 3–3, 3–1) Rapport | 25:06′ Suria R 29:37′ Vignesa Pasupathy 36:33′ Ye Shen Koh 47:06′ Wee Guan Nicholas Chua | Zürich · Publik: 4 097 · Domare: · Håkan Söderman · Glenn Boström · | Zürich · Publik: 4 097 · Domare: · Håkan Söderman · Glenn Boström · |
| 13:00 | 13:00           | |                         |                                                                                          | Zürich · Publik: 4 097 · Domare: · Håkan Söderman · Glenn Boström · | Zürich · Publik: 4 097 · Domare: · Håkan Söderman · Glenn Boström · |
| 13:00 | 13:00           | |                         |                                                                                          | Zürich · Publik: 4 097 · Domare: · Håkan Söderman · Glenn Boström · | Zürich · Publik: 4 097 · Domare: · Håkan Söderman · Glenn Boström · |

### Grupp D
| Nr | Lag          | S | V | O | F | GM | IM | MS  | P |
| -- | ------------ | - | - | - | - | -- | -- | --- | - |
| 1  | Danmark      | 3 | 3 | 0 | 0 | 26 | 8  | +18 | 6 |
| 2  | Polen        | 3 | 2 | 0 | 1 | 16 | 11 | +5  | 4 |
| 3  | Australien   | 3 | 1 | 0 | 2 | 11 | 12 | −1  | 2 |
| 4  | Filippinerna | 3 | 0 | 0 | 3 | 7  | 29 | −22 | 0 |

|       | 6 november 2022 | Australien                                | 2 – 6                   | Danmark | AXA Arena                                                           |                                                                     |
| 18:00 | 18:00           | Tomas Gartner 07:57′ Ben Kosterich 09:41′ | (2–2, 0–2, 0–2) Rapport | 08:23′ Emil Kajgaard 13:04′ Mathias Glass 13:04′, 41:39′ Lukas Eldholm 31:15′ Pontus Henriksen 51:28′ Kasper Kajgaard | Winterthur · Publik: 721 · Domare: · Janne Sjögren · Thomas Ellis · | Winterthur · Publik: 721 · Domare: · Janne Sjögren · Thomas Ellis · |
| 18:00 | 18:00           |                                           |                         | | Winterthur · Publik: 721 · Domare: · Janne Sjögren · Thomas Ellis · | Winterthur · Publik: 721 · Domare: · Janne Sjögren · Thomas Ellis · |
| 18:00 | 18:00           |                                           |                         | | Winterthur · Publik: 721 · Domare: · Janne Sjögren · Thomas Ellis · | Winterthur · Publik: 721 · Domare: · Janne Sjögren · Thomas Ellis · |

|       | 6 november 2022 | Filippinerna                                    | 2 – 9                   | Polen | Swiss Life Arena                                                  |                                                                   |
| 20:00 | 20:00           | Lucas Werelius 14:01′ Melvin Alm Mendoza 50:12′ | (1–2, 0–2, 1–5) Rapport | 13:22′, 50:40′ Lucas Dahlström 18:45′ Łukasz Sadolewski 33:16′ Mateusz Antoniak 37:07′, 59:23′ Michał Sieńko 42:35′ Kacper Szałański 44:12′ Łukasz Chlebda 53:10′ Jakub Łyskawa | Zürich · Publik: 722 · Domare: · Sharil Ismail · Oswind Rosayro · | Zürich · Publik: 722 · Domare: · Sharil Ismail · Oswind Rosayro · |
| 20:00 | 20:00           |                                                 |                         | | Zürich · Publik: 722 · Domare: · Sharil Ismail · Oswind Rosayro · | Zürich · Publik: 722 · Domare: · Sharil Ismail · Oswind Rosayro · |
| 20:00 | 20:00           |                                                 |                         | | Zürich · Publik: 722 · Domare: · Sharil Ismail · Oswind Rosayro · | Zürich · Publik: 722 · Domare: · Sharil Ismail · Oswind Rosayro · |

|       | 7 november 2022 | Danmark | 6 – 3                   | Polen                                                            | Swiss Life Arena                                                    |                                                                     |
| 10:00 | 10:00           | Pontus Henriksen 04:06′ Lukas Eldholm 07:27′, 43:07′ Mathias Glass 27:08′ Eddie Sandberg 45:10′ Emil Kajgaard 48:13′ | (2–1, 1–1, 3–1) Rapport | 18:35′ Mateusz Antoniak 33:19′ Kacper Skura 48:46′ Jan Rydzewski | Zürich · Publik: 3 211 · Domare: · Håkan Söderman · Glenn Boström · | Zürich · Publik: 3 211 · Domare: · Håkan Söderman · Glenn Boström · |
| 10:00 | 10:00           | |                         |                                                                  | Zürich · Publik: 3 211 · Domare: · Håkan Söderman · Glenn Boström · | Zürich · Publik: 3 211 · Domare: · Håkan Söderman · Glenn Boström · |
| 10:00 | 10:00           | |                         |                                                                  | Zürich · Publik: 3 211 · Domare: · Håkan Söderman · Glenn Boström · | Zürich · Publik: 3 211 · Domare: · Håkan Söderman · Glenn Boström · |

|       | 7 november 2022 | Australien | 6 – 2                   | Filippinerna                                    | Swiss Life Arena                                                  |                                                                   |
| 13:00 | 13:00           | Christian Newland 21:52′, 45:36′ Tomas Gartner 29:26′ Kade Ebeling 41:31′ Jamie Doyle 58:29′ Liam Perry 59:14′ | (0–2, 2–0, 4–0) Rapport | 03:36′ Melvin Alm Mendoza 10:59′ Lucas Werelius | Zürich · Publik: 2 967 · Domare: · Janne Sjögren · Thomas Ellis · | Zürich · Publik: 2 967 · Domare: · Janne Sjögren · Thomas Ellis · |
| 13:00 | 13:00           | |                         |                                                 | Zürich · Publik: 2 967 · Domare: · Janne Sjögren · Thomas Ellis · | Zürich · Publik: 2 967 · Domare: · Janne Sjögren · Thomas Ellis · |
| 13:00 | 13:00           | |                         |                                                 | Zürich · Publik: 2 967 · Domare: · Janne Sjögren · Thomas Ellis · | Zürich · Publik: 2 967 · Domare: · Janne Sjögren · Thomas Ellis · |

|       | 8 november 2022 | Danmark | 14 – 3                  | Filippinerna                                                  | AXA Arena                                                                       |                                                                                 |
| 10:00 | 10:00           | Mathias Glass 00:48′, 05:27′, 12:05′, 20:57′, 45:55′, 53:21′ Eddie Sandberg 02:53′, 18:51′ Daniel Hedegaard 04:59′ Frederik Kobberup 13:17′ Jannik Dalkvist 21:27′ Emil Kajgaard 46:27′ Axel Rasmussen 55:38′ Mathias Mortensen 59:38′ | (7–2, 2–1, 5–0) Rapport | 07:42′, 17:08′ Melvim Alm Mendoza 35:57′ John Alicante Embile | Winterthur · Publik: 1 682 · Domare: · Māris Kumerdanks · Kaspars Kristapsons · | Winterthur · Publik: 1 682 · Domare: · Māris Kumerdanks · Kaspars Kristapsons · |
| 10:00 | 10:00           | |                         |                                                               | Winterthur · Publik: 1 682 · Domare: · Māris Kumerdanks · Kaspars Kristapsons · | Winterthur · Publik: 1 682 · Domare: · Māris Kumerdanks · Kaspars Kristapsons · |
| 10:00 | 10:00           | |                         |                                                               | Winterthur · Publik: 1 682 · Domare: · Māris Kumerdanks · Kaspars Kristapsons · | Winterthur · Publik: 1 682 · Domare: · Māris Kumerdanks · Kaspars Kristapsons · |

|       | 8 november 2022 | Polen                                                                           | 4 – 3                   | Australien                                       | AXA Arena                                                               |                                                                         |
| 13:00 | 13:00           | Lucas Dahlström 09:20′, 14:01′ Alexander Dahlström 45:10′ Łukasz Chlebda 46:23′ | (2–0, 0–2, 2–1) Rapport | 24:27′, 35:41′ Daniel Gartner 51:04′ Jamie Doyle | Winterthur · Publik: 1 487 · Domare: · Sharil Ismail · Oswind Rosayro · | Winterthur · Publik: 1 487 · Domare: · Sharil Ismail · Oswind Rosayro · |
| 13:00 | 13:00           |                                                                                 |                         |                                                  | Winterthur · Publik: 1 487 · Domare: · Sharil Ismail · Oswind Rosayro · | Winterthur · Publik: 1 487 · Domare: · Sharil Ismail · Oswind Rosayro · |
| 13:00 | 13:00           |                                                                                 |                         |                                                  | Winterthur · Publik: 1 487 · Domare: · Sharil Ismail · Oswind Rosayro · | Winterthur · Publik: 1 487 · Domare: · Sharil Ismail · Oswind Rosayro · |

## Slutspel

### Slutspelsträd
|  | Playoff 9 november | Playoff 9 november |                |   | Kvartsfinaler 10–11 november | Kvartsfinaler 10–11 november |   |  | Semifinaler 12 november | Semifinaler 12 november |  |  | Final 13 november | Final 13 november |
|  |                    |                    |                |   |                              |                              |   |  |                         |                         |  |  |                   |                   |
|  |                    |                    |                |   |                              |                              |   |  |                         |                         |  |  |                   |                   |
|  |                    |                    |                |   |                              |                              |   |  |                         |                         |  |  |                   |                   |
|  |                    |                    |                |   |                              |                              |   |  |                         |                         |  |  |                   |                   |
|  |                    |                    |                |   |                              |                              |   |  |                         |                         |  |  |                   |                   |
|  |                    |                    |                |   |                              |                              |   |  |                         |                         |  |  |                   |                   |
|  | Sverige            | 18                 |                |   |                              |                              |   |  |                         |                         |  |  |                   |                   |
|  | Sverige            | 18                 |                |   |                              |                              |   |  |                         |                         |  |  |                   |                   |
|  |                    |                    | Norge          | 2 |                              |                              |   |  |                         |                         |  |  |                   |                   |
|  | Norge (ÖT)         | 7                  | Norge          | 2 |                              |                              |   |  |                         |                         |  |  |                   |                   |
|  | Norge (ÖT)         | 7                  |                |   |                              |                              |   |  |                         |                         |  |  |                   |                   |
|  | Danmark            | 6                  |                |   |                              |                              |   |  |                         |                         |  |  |                   |                   |
|  | Danmark            | 6                  | Sverige (str.) | 4 |                              |                              |   |  |                         |                         |  |  |                   |                   |
|  |                    |                    | Sverige (str.) | 4 |                              |                              |   |  |                         |                         |  |  |                   |                   |
|  |                    | Finland            | 3              |   |                              |                              |   |  |                         |                         |  |  |                   |                   |
|  |                    | Finland            | 3              |   |                              |                              |   |  |                         |                         |  |  |                   |                   |
|  |                    |                    |                |   |                              |                              |   |  |                         |                         |  |  |                   |                   |
|  |                    |                    |                |   |                              |                              |   |  |                         |                         |  |  |                   |                   |
|  | Finland            | 11                 |                |   |                              |                              |   |  |                         |                         |  |  |                   |                   |
|  | Finland            | 11                 |                |   |                              |                              |   |  |                         |                         |  |  |                   |                   |
|  |                    |                    | Tyskland       | 2 |                              |                              |   |  |                         |                         |  |  |                   |                   |
|  | Tyskland           | 21                 | Tyskland       | 2 |                              |                              |   |  |                         |                         |  |  |                   |                   |
|  | Tyskland           | 21                 |                |   |                              |                              |   |  |                         |                         |  |  |                   |                   |
|  | Kanada             | 3                  |                |   |                              |                              |   |  |                         |                         |  |  |                   |                   |
|  | Kanada             | 3                  | Sverige        | 9 |                              |                              |   |  |                         |                         |  |  |                   |                   |
|  |                    |                    | Sverige        | 9 |                              |                              |   |  |                         |                         |  |  |                   |                   |
|  |                    | Tjeckien           | 3              |   |                              |                              |   |  |                         |                         |  |  |                   |                   |
|  |                    | Tjeckien           | 3              |   |                              |                              |   |  |                         |                         |  |  |                   |                   |
|  |                    |                    |                |   |                              |                              |   |  |                         |                         |  |  |                   |                   |
|  |                    |                    |                |   |                              |                              |   |  |                         |                         |  |  |                   |                   |
|  | Schweiz            | 3                  |                |   |                              |                              |   |  |                         |                         |  |  |                   |                   |
|  | Schweiz            | 3                  |                |   |                              |                              |   |  |                         |                         |  |  |                   |                   |
|  |                    |                    | Lettland       | 1 |                              |                              |   |  |                         |                         |  |  |                   |                   |
|  | Lettland           | 5                  | Lettland       | 1 |                              |                              |   |  |                         |                         |  |  |                   |                   |
|  | Lettland           | 5                  |                |   |                              |                              |   |  |                         |                         |  |  |                   |                   |
|  | Estland            | 2                  |                |   |                              |                              |   |  |                         |                         |  |  |                   |                   |
|  | Estland            | 2                  | Schweiz        | 3 |                              |                              |   |  |                         |                         |  |  |                   |                   |
|  |                    |                    | Schweiz        | 3 |                              |                              |   |  |                         |                         |  |  |                   |                   |
|  |                    | Tjeckien           | 11             |   | Bronsmatch                   | Bronsmatch                   |   |  |                         |                         |  |  |                   |                   |
|  |                    | Tjeckien           | 11             |   | Bronsmatch                   | Bronsmatch                   |   |  |                         |                         |  |  |                   |                   |
|  |                    |                    |                |   |                              |                              |   |  |                         |                         |  |  |                   |                   |
|  |                    |                    |                |   |                              |                              |   |  |                         |                         |  |  |                   |                   |
|  | Tjeckien           | 9                  | Finland        | 5 |                              |                              |   |  |                         |                         |  |  |                   |                   |
|  | Tjeckien           | 9                  | Finland        | 5 |                              |                              |   |  |                         |                         |  |  |                   |                   |
|  |                    |                    | Slovakien      | 4 |                              | Schweiz                      | 3 |  |                         |                         |  |  |                   |                   |
|  | Slovakien          | 9                  | Slovakien      | 4 |                              | Schweiz                      | 3 |  |                         |                         |  |  |                   |                   |
|  | Slovakien          | 9                  |                |   |                              |                              |   |  |                         |                         |  |  |                   |                   |
|  | Polen              | 1                  |                |   |                              |                              |   |  |                         |                         |  |  |                   |                   |
|  | Polen              | 1                  |                |   |                              |                              |   |  |                         |                         |  |  |                   |                   |

### Playoff
|       | 9 november 2022 | Norge | 7 – 6 (ÖT)                   | Danmark                                                                                                 | Swiss Life Arena                                                        |                                                                         |
| 10:00 | 10:00           | Marcus Hamrin 05:28′ Marius Pedersen 10:48′, 60:33′ Ole Mossin Olesen 20:53′, 33:22′ Erlend Søfting Vestby 48:04′ Patrick Hjemgård 57:38′ | (2–4, 2–1, 2–1, 1–0) Rapport | 03:10′, 37:01′ Mathias Glass 04:18′, 11:56′ Lukas Eldholm 06:56′ Eddie Sandberg 53:23′ Pontus Henriksen | Zürich · Publik: 3 384 · Domare: · Thomas Andersson · Rickard Wissman · | Zürich · Publik: 3 384 · Domare: · Thomas Andersson · Rickard Wissman · |
| 10:00 | 10:00           | |                              | | Zürich · Publik: 3 384 · Domare: · Thomas Andersson · Rickard Wissman · | Zürich · Publik: 3 384 · Domare: · Thomas Andersson · Rickard Wissman · |
| 10:00 | 10:00           | |                              | | Zürich · Publik: 3 384 · Domare: · Thomas Andersson · Rickard Wissman · | Zürich · Publik: 3 384 · Domare: · Thomas Andersson · Rickard Wissman · |

|       | 9 november 2022 | Tyskland | 21 – 3                  | Kanada                                                                    | Swiss Life Arena                                                        |                                                                         |
| 13:00 | 13:00           | Jakob Heins 02:53′, 40:28′, 44:52′ Svenson Hoppe 09:46′, 26:28′, 30:04′ Niklas Bröker 11:47′, 40:05′, 53:37′ Tim Bottcher 18:25′ Nils Hofferbert 19:58′, 51:25′ Matthias Siede 28:53′ Julian Nihlén 30:47′, 39:06′, 54:21′ Michel Wöcke 33:36′, 36:56′ Florian Weißkirchen 44:12′ Janos Bröker 50:29′ Erik Schuschwary 57:28′ | (5–1, 7–1, 9–1) Rapport | 03:14′ Jonathan Kuysten 29:13′ Valtteri Viitakoski 48:54′ Patrick Mahoney | Zürich · Publik: 3 384 · Domare: · Thomas Andersson · Rickard Wissman · | Zürich · Publik: 3 384 · Domare: · Thomas Andersson · Rickard Wissman · |
| 13:00 | 13:00           | |                         |                                                                           | Zürich · Publik: 3 384 · Domare: · Thomas Andersson · Rickard Wissman · | Zürich · Publik: 3 384 · Domare: · Thomas Andersson · Rickard Wissman · |
| 13:00 | 13:00           | |                         |                                                                           | Zürich · Publik: 3 384 · Domare: · Thomas Andersson · Rickard Wissman · | Zürich · Publik: 3 384 · Domare: · Thomas Andersson · Rickard Wissman · |

|       | 9 november 2022 | Slovakien | 9 – 1                   | Polen               | AXA Arena                                                                     |                                                                               |
| 16:00 | 16:00           | Lukáš Ujhelyi 07:47′ Matúš Gajdoš 13:08′ Tomáš Kvasnica 19:36′ Kristian Kozak 23:54′ Michal Dudovič 27:12′, 55:33′ Šimon Hatala 32:26′ Ronald Gašparík 37:56′, 45:26′ | (3–0, 4–0, 2–1) Rapport | 42:42′ Kacper Skura | Winterthur · Publik: 325 · Domare: · Maris Kumerdanks · Kaspars Kristapsons · | Winterthur · Publik: 325 · Domare: · Maris Kumerdanks · Kaspars Kristapsons · |
| 16:00 | 16:00           | |                         |                     | Winterthur · Publik: 325 · Domare: · Maris Kumerdanks · Kaspars Kristapsons · | Winterthur · Publik: 325 · Domare: · Maris Kumerdanks · Kaspars Kristapsons · |
| 16:00 | 16:00           | |                         |                     | Winterthur · Publik: 325 · Domare: · Maris Kumerdanks · Kaspars Kristapsons · | Winterthur · Publik: 325 · Domare: · Maris Kumerdanks · Kaspars Kristapsons · |

|       | 9 november 2022 | Lettland                                                                                | 5 – 2                   | Estland                                         | AXA Arena                                                              |                                                                        |
| 19:00 | 19:00           | Morics Krūmiņš 10:35′ Rolands Kovaļevskis 42:14′, 46:10′ Janis Ragovskis 49:40′, 59:16′ | (1–0, 0–2, 4–0) Rapport | 36:33′ Patrik Kareliusson 38:13′ Kaspar Kallion | Winterthur · Publik: 372 · Domare: · Jakub Furmanek · Vlastimil Šolc · | Winterthur · Publik: 372 · Domare: · Jakub Furmanek · Vlastimil Šolc · |
| 19:00 | 19:00           |                                                                                         |                         |                                                 | Winterthur · Publik: 372 · Domare: · Jakub Furmanek · Vlastimil Šolc · | Winterthur · Publik: 372 · Domare: · Jakub Furmanek · Vlastimil Šolc · |
| 19:00 | 19:00           |                                                                                         |                         |                                                 | Winterthur · Publik: 372 · Domare: · Jakub Furmanek · Vlastimil Šolc · | Winterthur · Publik: 372 · Domare: · Jakub Furmanek · Vlastimil Šolc · |

### Kvartsfinaler
|       | 10 november 2022 | Schweiz                                                  | 3 – 1                   | Lettland             | Swiss Life Arena                                                    |                                                                     |
| 18:00 | 18:00            | Noël Seiler 05:55′ Jan Zaugg 16:23′ Manuel Maurer 49:45′ | (2–0, 0–1, 1–0) Rapport | 21:30′ Edgars Puriņš | Zürich · Publik: 5 495 · Domare: · Håkan Söderman · Glenn Boström · | Zürich · Publik: 5 495 · Domare: · Håkan Söderman · Glenn Boström · |
| 18:00 | 18:00            |                                                          |                         |                      | Zürich · Publik: 5 495 · Domare: · Håkan Söderman · Glenn Boström · | Zürich · Publik: 5 495 · Domare: · Håkan Söderman · Glenn Boström · |
| 18:00 | 18:00            |                                                          |                         |                      | Zürich · Publik: 5 495 · Domare: · Håkan Söderman · Glenn Boström · | Zürich · Publik: 5 495 · Domare: · Håkan Söderman · Glenn Boström · |

|       | 10 november 2022 | Sverige | 18 – 2                  | Norge                                        | AXA Arena                                                           |                                                                     |
| 18:00 | 18:00            | Kevin Haglund 01:40′, 15:05′ Alexander Galante Carlström 06:52′, 22:56′, 30:27′, 39:46′ Johan Samuelsson 14:05′ Jesper Sankell 17:40′, 31:20′ Rasmus Enström 19:30′ Linus Malmström 25:44′, 57:32′ Hampus Ahrén 32:07′ Kim Nilsson 40:19′, 50:52′, 56:54′ Tobias Gustafsson 43:09′ Emil Johansson 49:21′ | (6–1, 6–0, 6–1) Rapport | 01:56′ Patrick Hjemgard 56:28′ Daniel Gidske | Winterthur · Publik: 612 · Domare: · Janne Sjögren · Thomas Ellis · | Winterthur · Publik: 612 · Domare: · Janne Sjögren · Thomas Ellis · |
| 18:00 | 18:00            | |                         |                                              | Winterthur · Publik: 612 · Domare: · Janne Sjögren · Thomas Ellis · | Winterthur · Publik: 612 · Domare: · Janne Sjögren · Thomas Ellis · |
| 18:00 | 18:00            | |                         |                                              | Winterthur · Publik: 612 · Domare: · Janne Sjögren · Thomas Ellis · | Winterthur · Publik: 612 · Domare: · Janne Sjögren · Thomas Ellis · |

|       | 11 november 2022 | Tjeckien | 9 – 4                   | Slovakien                                                             | Swiss Life Arena                                                        |                                                                         |
| 15:00 | 15:00            | Tom Ondrušek 05:10′ Adam Delong 12:19′ Matěj Havlas 15:51′, 27:42′ Matyáš Šindler 22:11′ Filip Langer 25:37′ Filip Forman 25:59′ Martin Kisugite 52:01′ Ondřej Němeček 53:46′ | (3–1, 4–1, 2–2) Rapport | 19:24′ Michal Dudovič 24:14′, 57:31′ Michal Miške 55:33′ Matúš Gajdoš | Zürich · Publik: 2 759 · Domare: · Sandra Zurbuchen · Corina Wehinger · | Zürich · Publik: 2 759 · Domare: · Sandra Zurbuchen · Corina Wehinger · |
| 15:00 | 15:00            | |                         |                                                                       | Zürich · Publik: 2 759 · Domare: · Sandra Zurbuchen · Corina Wehinger · | Zürich · Publik: 2 759 · Domare: · Sandra Zurbuchen · Corina Wehinger · |
| 15:00 | 15:00            | |                         |                                                                       | Zürich · Publik: 2 759 · Domare: · Sandra Zurbuchen · Corina Wehinger · | Zürich · Publik: 2 759 · Domare: · Sandra Zurbuchen · Corina Wehinger · |

|       | 11 november 2022 | Finland | 11 – 2                  | Tyskland                                      | Swiss Life Arena                                                        |                                                                         |
| 18:00 | 18:00            | Justus Kainulainen 01:47′, 56:43′ Otto Lehkosuo 10:35′ Miko Kailiala 11:58′ Konsta Tykkylainen 14:26′ Janne Lamminen 17:54′ Ville Lastikka 18:00′ Sami Johansson 23:16′, 55:57′ Oskari Heikkila 24:14′ Peter Kotilainen 30:20′ | (6–1, 3–1, 2–0) Rapport | 08:40′ Tino von Pritzbuer 23:24′ Michel Wöcke | Zürich · Publik: 2 137 · Domare: · Thomas Andersson · Rickard Wissman · | Zürich · Publik: 2 137 · Domare: · Thomas Andersson · Rickard Wissman · |
| 18:00 | 18:00            | |                         |                                               | Zürich · Publik: 2 137 · Domare: · Thomas Andersson · Rickard Wissman · | Zürich · Publik: 2 137 · Domare: · Thomas Andersson · Rickard Wissman · |
| 18:00 | 18:00            | |                         |                                               | Zürich · Publik: 2 137 · Domare: · Thomas Andersson · Rickard Wissman · | Zürich · Publik: 2 137 · Domare: · Thomas Andersson · Rickard Wissman · |

### Semifinaler
|       | 12 november 2022 | Sverige                                                           | 4 – 3 (str.)                           | Finland                                                         | Swiss Life Arena                                                         |                                                                          |
| 14:00 | 14:00            | Linus Nordgren 22:07′ Tobias Gustafsson 29:52′ Kim Nilsson 31:50′ | (0–0, 3–2, 0–1, straffar: 3–2) Rapport | 24:30′ Justus Kainulainen 33:11′ Nico Salo 55:15′ Otto Lehkosuo | Zürich · Publik: 11 254 · Domare: · Sandra Zurbuchen · Corina Wehinger · | Zürich · Publik: 11 254 · Domare: · Sandra Zurbuchen · Corina Wehinger · |
| 14:00 | 14:00            |                                                                   |                                        |                                                                 | Zürich · Publik: 11 254 · Domare: · Sandra Zurbuchen · Corina Wehinger · | Zürich · Publik: 11 254 · Domare: · Sandra Zurbuchen · Corina Wehinger · |
| 14:00 | 14:00            |                                                                   |                                        |                                                                 | Zürich · Publik: 11 254 · Domare: · Sandra Zurbuchen · Corina Wehinger · | Zürich · Publik: 11 254 · Domare: · Sandra Zurbuchen · Corina Wehinger · |

|       | 12 november 2022 | Schweiz                                                | 3 – 11                  | Tjeckien | Swiss Life Arena                                                         |                                                                          |
| 17:30 | 17:30            | Christoph Meier 03:00′ Patrick Mendelin 06:57′, 36:15′ | (2–3, 1–4, 0–4) Rapport | 01:50′ Mikuláš Krbec 13:05′, 34:34′ Adam Hemerka 15:36′ Ondřej Němeček 20:31′ Filip Langer 22:18′, 58:38′ Jiří Besta 32:06′, 56:33′ Filip Forman 48:52′ Martin Tokoš 52:21′ Marek Beneš | Zürich · Publik: 11 254 · Domare: · Thomas Andersson · Rickard Wissman · | Zürich · Publik: 11 254 · Domare: · Thomas Andersson · Rickard Wissman · |
| 17:30 | 17:30            |                                                        |                         | | Zürich · Publik: 11 254 · Domare: · Thomas Andersson · Rickard Wissman · | Zürich · Publik: 11 254 · Domare: · Thomas Andersson · Rickard Wissman · |
| 17:30 | 17:30            |                                                        |                         | | Zürich · Publik: 11 254 · Domare: · Thomas Andersson · Rickard Wissman · | Zürich · Publik: 11 254 · Domare: · Thomas Andersson · Rickard Wissman · |

### Bronsmatch
|       | 13 november 2022 | Finland | 5 – 3                   | Schweiz                                                   | Swiss Life Arena                                                     |                                                                      |
| 12:00 | 12:00            | Justus Kainulainen 05:23′ Mikko Leikkanen 14:34′ Miko Kailiala 15:40′ Nico Salo 20:49′ Sami Johansson 59:37′ | (3–0, 1–2, 1–1) Rapport | 28:53′ Jan Bürki 36:43′ Patrick Mendelin 50:15′ Jan Zaugg | Zürich · Publik: 11 254 · Domare: · Håkan Söderman · Glenn Boström · | Zürich · Publik: 11 254 · Domare: · Håkan Söderman · Glenn Boström · |
| 12:00 | 12:00            | |                         |                                                           | Zürich · Publik: 11 254 · Domare: · Håkan Söderman · Glenn Boström · | Zürich · Publik: 11 254 · Domare: · Håkan Söderman · Glenn Boström · |
| 12:00 | 12:00            | |                         |                                                           | Zürich · Publik: 11 254 · Domare: · Håkan Söderman · Glenn Boström · | Zürich · Publik: 11 254 · Domare: · Håkan Söderman · Glenn Boström · |

### Final
|       | 13 november 2022 | Sverige | 9 – 3                   | Tjeckien                                                         | Swiss Life Arena                                                         |                                                                          |
| 15:45 | 15:45            | Malte Lundmark 07:11′, 24:58′ Emil Johansson 09:56′, 16:52′ Jesper Sankell 13:05′ Alexander Galante Carlström 35:16′, 58:48′ Linus Nordgren 41:49′ Kevin Haglund 45:33′ | (4–1, 2–0, 3–2) Rapport | 19:56′ Matyáš Šindler 51:49′ Matěj Havlas 56:44′ Matěj Jendrišák | Zürich · Publik: 11 254 · Domare: · Sandra Zurbuchen · Corina Wehinger · | Zürich · Publik: 11 254 · Domare: · Sandra Zurbuchen · Corina Wehinger · |
| 15:45 | 15:45            | |                         |                                                                  | Zürich · Publik: 11 254 · Domare: · Sandra Zurbuchen · Corina Wehinger · | Zürich · Publik: 11 254 · Domare: · Sandra Zurbuchen · Corina Wehinger · |
| 15:45 | 15:45            | |                         |                                                                  | Zürich · Publik: 11 254 · Domare: · Sandra Zurbuchen · Corina Wehinger · | Zürich · Publik: 11 254 · Domare: · Sandra Zurbuchen · Corina Wehinger · |

## Placeringsmatcher

### Spel om trettonde- till sextondeplats

#### Spelträd
|  | Semifinaler  | Semifinaler |   |             | Match om trettondeplats | Match om trettondeplats |  |
|  |              |             |   |             |                         |                         |  |
|  | 10 november  |             |   |             |                         |                         |  |
|  | Australien   | 7           |   |             |                         |                         |  |
|  | Singapore    | 4           |   |             |                         |                         |  |
|  |              |             |   |             |                         |                         |  |
|  |              |             |   |             | 11 november             |                         |  |
|  |              |             |   |             | Australien              | 6                       |  |
|  |              | Thailand    | 5 |             |                         |                         |  |
|  |              |             |   |             |                         |                         |  |
|  |              |             |   |             |                         |                         |  |
|  |              |             |   |             | Match om femtondeplats  |                         |  |
|  | 10 november  | 10 november |   | 11 november | 11 november             |                         |  |
|  | Thailand     | 10          |   | Singapore   | 5                       |                         |  |
|  | Filippinerna | 6           |   |             | Filippinerna (ÖT)       | 6                       |  |

#### Semifinaler
|       | 10 november 2022 | Australien | 7 – 4                   | Singapore                                                                     | Swiss Life Arena                                                            |                                                                             |
| 10:00 | 10:00            | Dylan Clutterbuck 05:22′ Daniel Gartner 10:46′, 13:44′, 48:03′ Kade Ebeling 26:51′, 39:11′ Liam Perry 49:51′ Tomas Gartner 59:43′ | (2–1, 2–3, 3–0) Rapport | 09:10′, 35:03′ Ryan Michael Karl 29:33′ Kumaresa Pasupathy 39:47′ Ye Shen Koh | Zürich · Publik: 4 578 · Domare: · Maris Kumerdanks · Kaspars Kristapsons · | Zürich · Publik: 4 578 · Domare: · Maris Kumerdanks · Kaspars Kristapsons · |
| 10:00 | 10:00            | |                         |                                                                               | Zürich · Publik: 4 578 · Domare: · Maris Kumerdanks · Kaspars Kristapsons · | Zürich · Publik: 4 578 · Domare: · Maris Kumerdanks · Kaspars Kristapsons · |
| 10:00 | 10:00            | |                         |                                                                               | Zürich · Publik: 4 578 · Domare: · Maris Kumerdanks · Kaspars Kristapsons · | Zürich · Publik: 4 578 · Domare: · Maris Kumerdanks · Kaspars Kristapsons · |

|       | 10 november 2022 | Thailand | 10 – 6                  | Filippinerna | AXA Arena                                                               |                                                                         |
| 10:00 | 10:00            | Simon Johansson 03:17′, 55:50′ Veerasak Pimpa 06:59′ Surapong Sangmongkhol 15:06′ Prakasit Namsawang 15:50′ Jeerayut Yaemyim 22:09′, 27:22′, 43:57′ Aphichet Ratanaprathum 24:17′ Pawat Thaidit 59:36′ | (4–0, 3–4, 3–2) Rapport | 23:58′, 35:10′, 44:37′ Melvin Alm Mendoza 31:44′ Kim Varga Franz 32:32′ Simon Andersson 41:29′ Ludvig Hemmingberg Porral | Winterthur · Publik: 1 523 · Domare: · Sharil Ismail · Oswind Rosayro · | Winterthur · Publik: 1 523 · Domare: · Sharil Ismail · Oswind Rosayro · |
| 10:00 | 10:00            | |                         | | Winterthur · Publik: 1 523 · Domare: · Sharil Ismail · Oswind Rosayro · | Winterthur · Publik: 1 523 · Domare: · Sharil Ismail · Oswind Rosayro · |
| 10:00 | 10:00            | |                         | | Winterthur · Publik: 1 523 · Domare: · Sharil Ismail · Oswind Rosayro · | Winterthur · Publik: 1 523 · Domare: · Sharil Ismail · Oswind Rosayro · |

#### Match om femtondeplats
|       | 11 november 2022 | Singapore                                                                                          | 5 – 6 (ÖT)                   | Filippinerna | Swiss Life Arena                                                     |                                                                      |
| 12:00 | 12:00            | Jia Qing Cheang 30:24′ Suria R 32:30′ Tze Wen Thaddeus Tan 34:24′, 52:38′ Vignesa Pasupathy 51:47′ | (0–1, 3–1, 2–3, 0–1) Rapport | 02:53′, 30:42′, 61:11′ Melvin Alm Mendoza 43:52′ Kim Varga Franz 45:51′ Ludvig Hemmingberg Porral 57:32′ Fredrik Jeppsson Escabel | Zürich · Publik: 4 402 · Domare: · Jakub Furmanek · Vlastimil Šolc · | Zürich · Publik: 4 402 · Domare: · Jakub Furmanek · Vlastimil Šolc · |
| 12:00 | 12:00            | |                              | | Zürich · Publik: 4 402 · Domare: · Jakub Furmanek · Vlastimil Šolc · | Zürich · Publik: 4 402 · Domare: · Jakub Furmanek · Vlastimil Šolc · |
| 12:00 | 12:00            | |                              | | Zürich · Publik: 4 402 · Domare: · Jakub Furmanek · Vlastimil Šolc · | Zürich · Publik: 4 402 · Domare: · Jakub Furmanek · Vlastimil Šolc · |

#### Match om trettondeplats
|      | 11 november 2022 | Australien                                                                         | 6 – 5                   | Thailand                                                                                           | Swiss Life Arena                                                    |                                                                     |
| 9:00 | 9:00             | Jamie Doyle 16:38′ Liam Perry 21:55′, 30:45′, 46:57′, 59:58′ Daniel Gartner 55:51′ | (1–3, 3–0, 2–2) Rapport | 07:18′ Simon Johansson 14:51′ Jeerayut Yaemyim 18:11′ Chusak Narkprasert 45:35′ Santipong Sukkasem | Zürich · Publik: 4 584 · Domare: · Sharil Ismail · Oswind Rosayro · | Zürich · Publik: 4 584 · Domare: · Sharil Ismail · Oswind Rosayro · |
| 9:00 | 9:00             |                                                                                    |                         | | Zürich · Publik: 4 584 · Domare: · Sharil Ismail · Oswind Rosayro · | Zürich · Publik: 4 584 · Domare: · Sharil Ismail · Oswind Rosayro · |
| 9:00 | 9:00             |                                                                                    |                         | | Zürich · Publik: 4 584 · Domare: · Sharil Ismail · Oswind Rosayro · | Zürich · Publik: 4 584 · Domare: · Sharil Ismail · Oswind Rosayro · |

### Spel om nionde- till tolfteplats

#### Spelträd
|  | Semifinaler | Semifinaler |   |        | Match om niondeplats | Match om niondeplats |  |
|  |             |             |   |        |                      |                      |  |
|  |             |             |   |        |                      |                      |  |
|  | Kanada      | 4           |   |        |                      |                      |  |
|  | Danmark     | 8           |   |        |                      |                      |  |
|  |             |             |   |        |                      |                      |  |
|  |             |             |   |        |                      |                      |  |
|  |             |             |   |        | Danmark              | 4                    |  |
|  |             | Estland     | 5 |        |                      |                      |  |
|  |             |             |   |        |                      |                      |  |
|  |             |             |   |        |                      |                      |  |
|  |             |             |   |        | Match om elfteplats  |                      |  |
|  |             |             |   |        |                      |                      |  |
|  | Polen       | 4           |   | Kanada | 7                    |                      |  |
|  | Estland     | 9           |   |        | Polen (ÖT)           | 8                    |  |

#### Semifinaler
|       | 10 november 2022 | Kanada                                                                   | 4 – 8                   | Danmark | AXA Arena                                                                |                                                                          |
| 13:00 | 13:00            | Valtteri Viitakoski 14:36′, 18:40′ Taylor Walsh 18:59′ Lauri Berg 26:01′ | (3–6, 1–0, 0–2) Rapport | 03:27′ Eddie Sandberg 07:34′, 13:47′, 15:36′, 17:07′ Mathias Glass 10:24′, 44:54′ Lukas Eldholm 53:31′ Axel Rasmussen | Winterthur · Publik: 1 351 · Domare: · Jakub Furmanek · Vlastimil Šolc · | Winterthur · Publik: 1 351 · Domare: · Jakub Furmanek · Vlastimil Šolc · |
| 13:00 | 13:00            |                                                                          |                         | | Winterthur · Publik: 1 351 · Domare: · Jakub Furmanek · Vlastimil Šolc · | Winterthur · Publik: 1 351 · Domare: · Jakub Furmanek · Vlastimil Šolc · |
| 13:00 | 13:00            |                                                                          |                         | | Winterthur · Publik: 1 351 · Domare: · Jakub Furmanek · Vlastimil Šolc · | Winterthur · Publik: 1 351 · Domare: · Jakub Furmanek · Vlastimil Šolc · |

|       | 10 november 2022 | Polen                                                                      | 4 – 9                   | Estland | Swiss Life Arena                                                        |                                                                         |
| 13:00 | 13:00            | Kacper Skura 10:29′, 49:13′ Lucas Dahlström 18:22′ Mateusz Antoniak 47:25′ | (2–2, 0–5, 2–2) Rapport | 06:17′, 23:30′ Patrik Markus 09:29′, 48:40′ Patrik Kareliusson 25:47′, 51:39′ Tanel Kasenurm 29:20′, 36:31′ Alexander Dahlberg 35:29′ Kermo Uue | Zürich · Publik: 4 825 · Domare: · Sandra Zurbuchen · Corina Wehinger · | Zürich · Publik: 4 825 · Domare: · Sandra Zurbuchen · Corina Wehinger · |
| 13:00 | 13:00            |                                                                            |                         | | Zürich · Publik: 4 825 · Domare: · Sandra Zurbuchen · Corina Wehinger · | Zürich · Publik: 4 825 · Domare: · Sandra Zurbuchen · Corina Wehinger · |
| 13:00 | 13:00            |                                                                            |                         | | Zürich · Publik: 4 825 · Domare: · Sandra Zurbuchen · Corina Wehinger · | Zürich · Publik: 4 825 · Domare: · Sandra Zurbuchen · Corina Wehinger · |

#### Match om elfteplats
|       | 11 november 2022 | Kanada | 7 – 8 (ÖT)                   | Polen | AXA Arena                                                           |                                                                     |
| 10:00 | 10:00            | Valtteri Viitakoski 09:01′, 25:25′, 55:13′ Cameron Buck 27:53′ Brandon Barber 31:43′ Patrick Mahoney 40:54′ Jonathan Kuysten 54:23′ | (1–2, 3–3, 3–2, 0–1) Rapport | 12:29′ Konrad Pelczarski 18:10′, 46:39′ Kacper Skura 24:38′ Łukasz Sadolewski 28:01′, 32:41′ Michał Sieńko 44:04′ Łukasz Chlebda 66:29′ Jan Rydzewski | Winterthur · Publik: 878 · Domare: · Janne Sjögren · Thomas Ellis · | Winterthur · Publik: 878 · Domare: · Janne Sjögren · Thomas Ellis · |
| 10:00 | 10:00            | |                              | | Winterthur · Publik: 878 · Domare: · Janne Sjögren · Thomas Ellis · | Winterthur · Publik: 878 · Domare: · Janne Sjögren · Thomas Ellis · |
| 10:00 | 10:00            | |                              | | Winterthur · Publik: 878 · Domare: · Janne Sjögren · Thomas Ellis · | Winterthur · Publik: 878 · Domare: · Janne Sjögren · Thomas Ellis · |

#### Match om niondeplats
|       | 11 november 2022 | Danmark                                                                 | 4 – 5                   | Estland                                                                                                 | AXA Arena                                                             |                                                                       |
| 13:00 | 13:00            | Lukas Eldholm 47:09′, 59:26′ Mathias Glass 53:21′ Eddie Sandberg 55:31′ | (0–0, 0–1, 4–4) Rapport | 31:53′, 52:03′ Tanel Kasenurm 35:10′ Mathias Einamann 41:28′ Patrik Kareliusson 54:03′, 56:17′ Ken Pähn | Winterthur · Publik: 923 · Domare: · Håkan Söderman · Glenn Boström · | Winterthur · Publik: 923 · Domare: · Håkan Söderman · Glenn Boström · |
| 13:00 | 13:00            |                                                                         |                         | | Winterthur · Publik: 923 · Domare: · Håkan Söderman · Glenn Boström · | Winterthur · Publik: 923 · Domare: · Håkan Söderman · Glenn Boström · |
| 13:00 | 13:00            |                                                                         |                         | | Winterthur · Publik: 923 · Domare: · Håkan Söderman · Glenn Boström · | Winterthur · Publik: 923 · Domare: · Håkan Söderman · Glenn Boström · |

### Spel om femte- till åttondeplats

#### Spelträd
|  | Semifinaler   | Semifinaler |   |           | Match om femteplats  | Match om femteplats |  |
|  |               |             |   |           |                      |                     |  |
|  |               |             |   |           |                      |                     |  |
|  | Norge         | 5           |   |           |                      |                     |  |
|  | Tyskland (ÖT) | 6           |   |           |                      |                     |  |
|  |               |             |   |           |                      |                     |  |
|  |               |             |   |           |                      |                     |  |
|  |               |             |   |           | Lettland             | 8                   |  |
|  |               | Tyskland    | 3 |           |                      |                     |  |
|  |               |             |   |           |                      |                     |  |
|  |               |             |   |           |                      |                     |  |
|  |               |             |   |           | Match om sjundeplats |                     |  |
|  |               |             |   |           |                      |                     |  |
|  | Lettland      | 8           |   | Slovakien | 10                   |                     |  |
|  | Slovakien     | 5           |   |           | Norge                | 5                   |  |

#### Semifinaler
|       | 12 november 2022 | Lettland | 8 – 5                   | Slovakien                                                                             | AXA Arena                                                           |                                                                     |
| 10:00 | 10:00            | Artūrs Jurševskis 00:13′ Rolands Kovaļevskis 08:33′ Toms Akmeņlauks 14:08′ Artis Raitums 20:27′, 46:12′ Gustavs Griezītis 38:55′ Ralfs Orste 55:06′ Edgars Puriņš 57:44′ | (3–3, 2–1, 3–1) Rapport | 04:03′ Samuel Virga 07:37′ Ronald Gašparík 07:54′ Lukáš Ujhelyi 37:04′ Michal Dudovič | Winterthur · Publik: 476 · Domare: · Janne Sjögren · Thomas Ellis · | Winterthur · Publik: 476 · Domare: · Janne Sjögren · Thomas Ellis · |
| 10:00 | 10:00            | |                         |                                                                                       | Winterthur · Publik: 476 · Domare: · Janne Sjögren · Thomas Ellis · | Winterthur · Publik: 476 · Domare: · Janne Sjögren · Thomas Ellis · |
| 10:00 | 10:00            | |                         |                                                                                       | Winterthur · Publik: 476 · Domare: · Janne Sjögren · Thomas Ellis · | Winterthur · Publik: 476 · Domare: · Janne Sjögren · Thomas Ellis · |

|       | 12 november 2022 | Norge | 5 – 6 (ÖT)                   | Tyskland | AXA Arena                                                                     |                                                                               |
| 13:00 | 13:00            | Erlend Søfting Vestby 06:04′ Sander Fauskanger 07:19′, 43:28′ Marius Pedersen 42:07′ Ketil Kronberg 48:39′ | (2–1, 0–3, 3–1, 0–1) Rapport | 02:37′ Jakob Heins 26:27′ Michel Wöcke 27:27′ Niklas Bröker 30:12′ Svenson Hoppe 49:08′ Nils Hofferbert 61:34′ Janos Bröker | Winterthur · Publik: 561 · Domare: · Maris Kumerdanks · Kaspars Kristapsons · | Winterthur · Publik: 561 · Domare: · Maris Kumerdanks · Kaspars Kristapsons · |
| 13:00 | 13:00            | |                              | | Winterthur · Publik: 561 · Domare: · Maris Kumerdanks · Kaspars Kristapsons · | Winterthur · Publik: 561 · Domare: · Maris Kumerdanks · Kaspars Kristapsons · |
| 13:00 | 13:00            | |                              | | Winterthur · Publik: 561 · Domare: · Maris Kumerdanks · Kaspars Kristapsons · | Winterthur · Publik: 561 · Domare: · Maris Kumerdanks · Kaspars Kristapsons · |

#### Match om sjundeplats
|      | 13 november 2022 | Slovakien | 10 – 5                  | Norge                                                                                                | AXA Arena                                                                     |                                                                               |
| 9:00 | 9:00             | Ladislav Gál 09:34′ Tomáš Kvasnica 14:33′ Michal Dudovič 17:37′, 24:01′, 40:44′ Ronald Gašparík 18:47′, 26:23′, 36:22′ Matus Gajdos 19:01′ Kristan Kozak 44:18′ | (5–1, 3–2, 2–2) Rapport | 13:03′ Ole Mossin Olesen 28:35′, 51:35′ Patrick Hjemgard 30:19′ Daniel Gidske 57:01′ Marius Pedersen | Winterthur · Publik: 198 · Domare: · Maris Kumerdanks · Kaspars Kristapsons · | Winterthur · Publik: 198 · Domare: · Maris Kumerdanks · Kaspars Kristapsons · |
| 9:00 | 9:00             | |                         | | Winterthur · Publik: 198 · Domare: · Maris Kumerdanks · Kaspars Kristapsons · | Winterthur · Publik: 198 · Domare: · Maris Kumerdanks · Kaspars Kristapsons · |
| 9:00 | 9:00             | |                         | | Winterthur · Publik: 198 · Domare: · Maris Kumerdanks · Kaspars Kristapsons · | Winterthur · Publik: 198 · Domare: · Maris Kumerdanks · Kaspars Kristapsons · |

#### Match om femteplats
|      | 13 november 2022 | Lettland | 8 – 3                   | Tyskland                                                      | Swiss Life Arena                                                   |                                                                    |
| 9:00 | 9:00             | Peteris Trekse 15:10′, 40:42′ Daniels Jānis Anis 17:58′ Edgars Puriņš 30:31′ Andris Rajeckis 39:50′ Morics Krūmiņš 52:43′, 58:46′ | (2–0, 2–2, 4–1) Rapport | 24:54′ Svenson Hoppe 25:29′ Janos Bröker 54:26′ Julian Nihlén | Zürich · Publik: 617 · Domare: · Jakub Furmanek · Vlastimil Šolc · | Zürich · Publik: 617 · Domare: · Jakub Furmanek · Vlastimil Šolc · |
| 9:00 | 9:00             | |                         |                                                               | Zürich · Publik: 617 · Domare: · Jakub Furmanek · Vlastimil Šolc · | Zürich · Publik: 617 · Domare: · Jakub Furmanek · Vlastimil Šolc · |
| 9:00 | 9:00             | |                         |                                                               | Zürich · Publik: 617 · Domare: · Jakub Furmanek · Vlastimil Šolc · | Zürich · Publik: 617 · Domare: · Jakub Furmanek · Vlastimil Šolc · |

## Slutställning

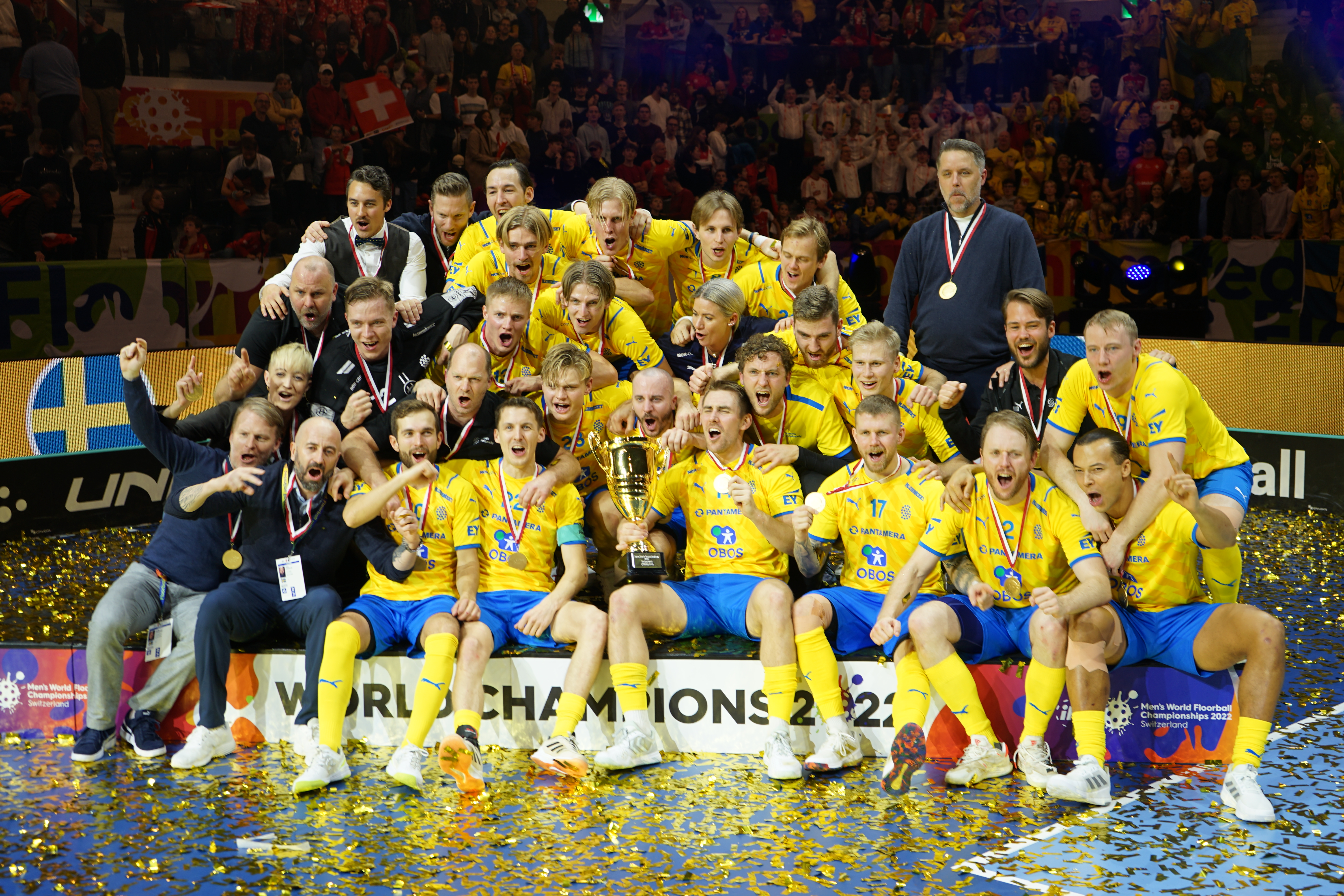
Det svenska vinnarlaget.

|    | Sverige      |
|    | Tjeckien     |
|    | Finland      |
| 4  | Schweiz      |
| 5  | Lettland     |
| 6  | Tyskland     |
| 7  | Slovakien    |
| 8  | Norge        |
| 9  | Estland      |
| 10 | Danmark      |
| 11 | Polen        |
| 12 | Kanada       |
| 13 | Australien   |
| 14 | Thailand     |
| 15 | Filippinerna |
| 16 | Singapore    |

### All star-lag
- Bästa målvakt:  Lukáš Bauer
- Bästa back:  Ondřej Němeček,  Emil Johansson
- Bästa center:  Hampus Ahrén

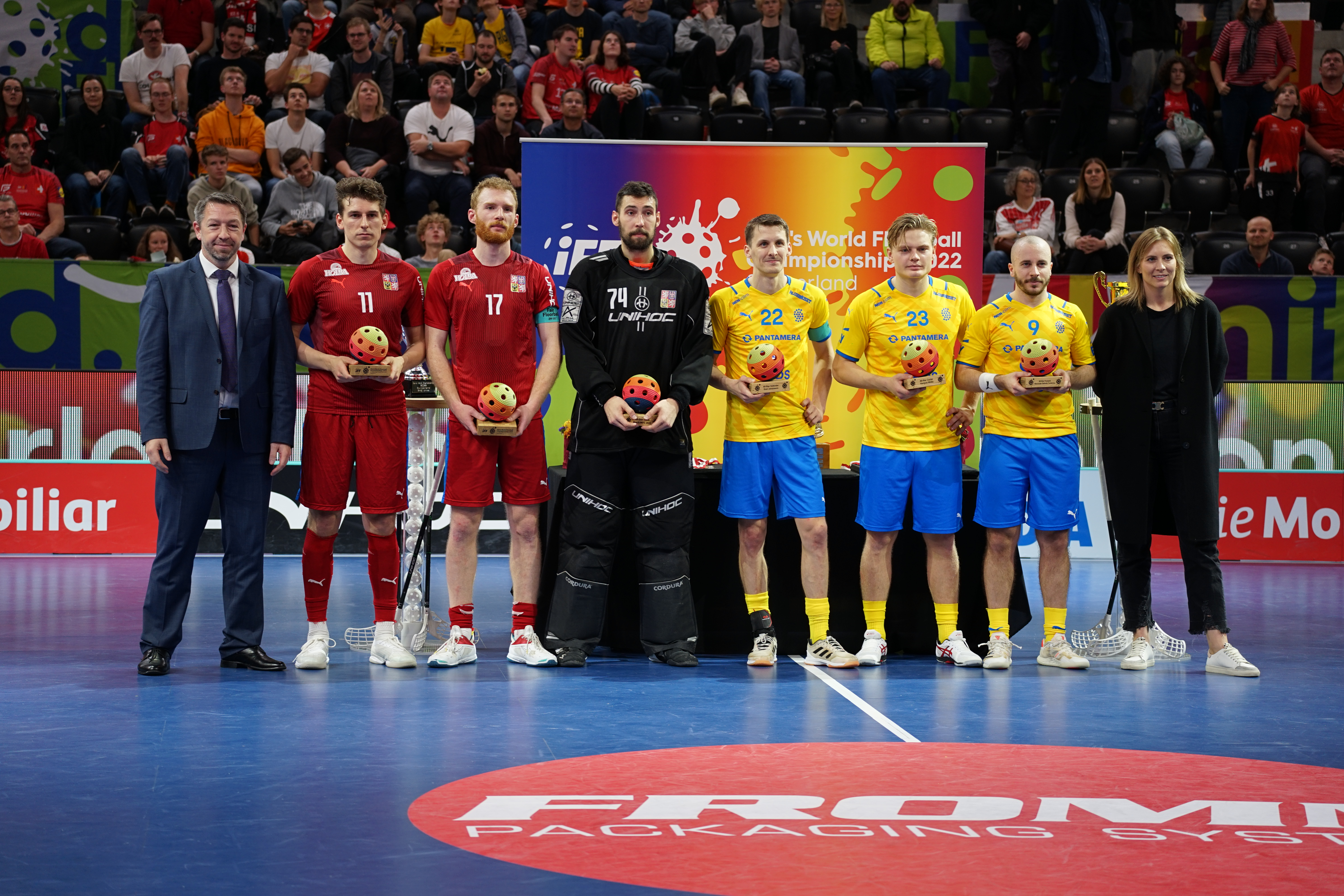
All star-laget från vänster till höger: Beneš, Němeček, Bauer, Johansson, Ahren, Galante-Carlström

- Bästa forward:  Marek Beneš,  Alexander Galante Carlström